# Václav Korf
Prof. Václav Korf (20. července 1907, Hřebečníky - 5. ledna 1985, Praha) byl český vysokoškolský pedagog a lesník. Václav Korf byl odborníkem na hospodářskou úpravu lesů, lesnické práce a dendrometrii.

## Biografie
Václav Korf se narodil v Hřebečníkách u Rakovníka v roce 1907. Jeho otec Antonín Korf pracoval jako truhlář a tesař na dráze. V roce 1927 vystudoval Vyšší lesnickou školu v Hranicích na Moravě. V roce 1931 vystudoval lesnický obor na VŠZLI ČVUT v Praze. Do roku 1939 působil jako odborný asistent tamtéž. V roce 1935 získal doktorát technických věd. Od roku 1939 do roku 1948 pracoval jako správce arcibiskupských lesů v Dolních Břežanech. Na ČVUT přednášel od roku 1945. V roce 1946 získal titul docenta. Od roku 1954 byl řádným profesorem hospodářské úpravy lesů a dendrometrie lesnické fakulty ČVUT v Praze. Před rokem 1963 byl děkanem lesnické fakulty. V roce 1962 získal doktorát zemědělsko-technických věd. Od roku 1966 do roku 1970 byl prorektorem na Vysoké škole zemědělské v Praze-Suchdole. V letech 1974 až 1983 po přesunutí lesnické fakulty působil na VŠLD ve Zvolenu na Slovensku, kam se často dopravoval letecky. Zemřel v roce 1985 v Praze.
Významným počinem profesora Korfa bylo vytvoření tzv. vzorce růstové funkce (equation growth formula) v roce 1939. V zahraniční literatuře je tento vzorec často uváděn jako Lundqvist-Korf growth function formula. Jedná se o matematické vyjádření předpokládaného růstu stromu na základě výchozích údajů o stáří a výšce.
Vzhledem k tomu, že profesor Korf vědecky působil převážně po roce 1948, jeho práce nebyly dostatečně oceněny a publikovány v zahraničí, zejména mimo země tzv. východního bloku.